# هولدن وی‌بی کمودور

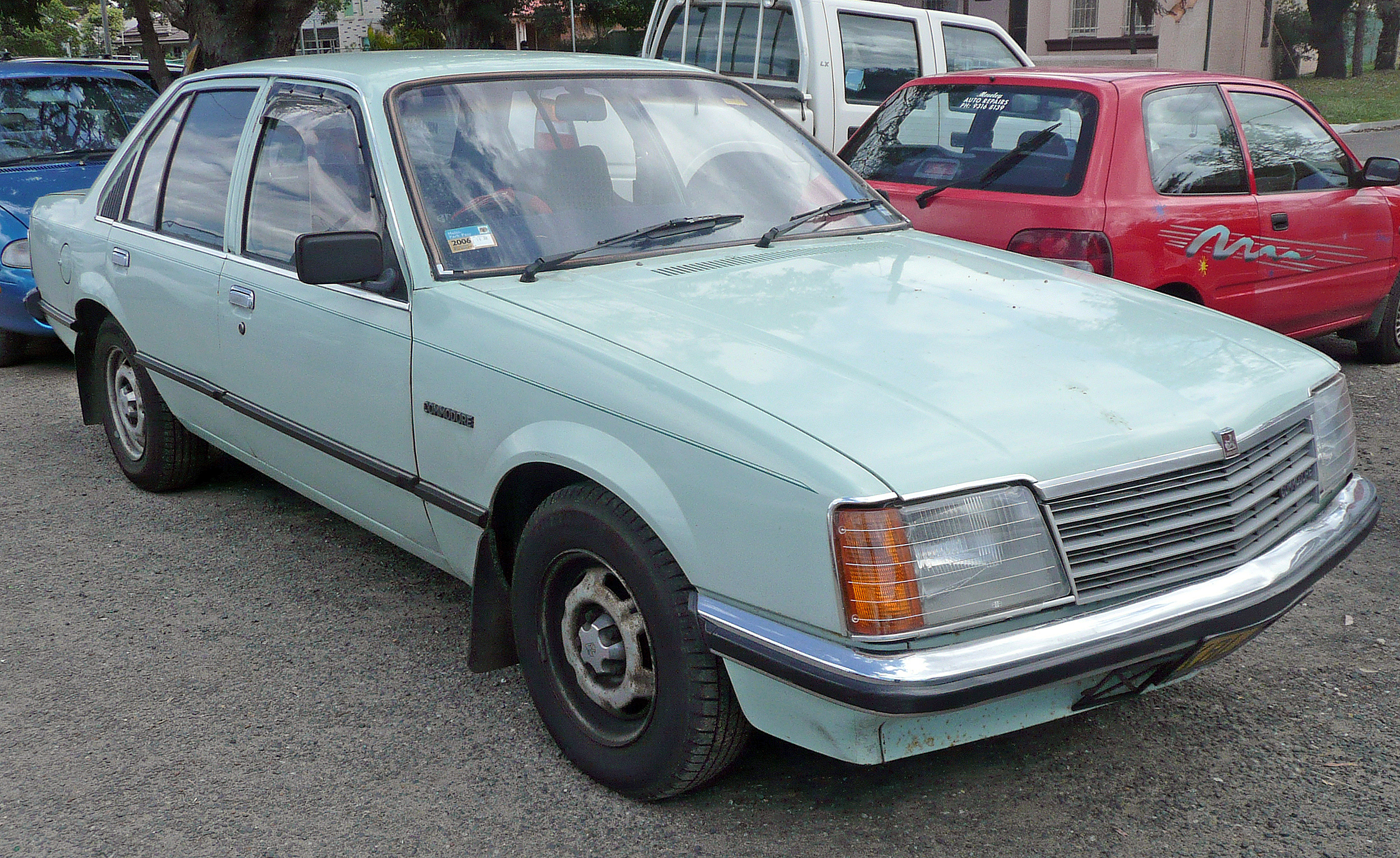

هولدن وی‌بی کمودور (Holden VB Commodore) خودرویی است که در سال‌های اکتبر ۲۶، ۱۹۷۸ تا مارس ۱۹۸۰در استرالیا و استرالیا تولید شده‌است. طول آن در حالت طبیعی ۴٬۷۰۵ میلیمتر (۱۸۵٫۲ اینچ) است. سیستم جعبه‌دندهٔ آن ۳ دنده به دو صورت خودکار و دستی است.